# SN 1998cq
SN 1998cq – supernowa typu Ia odkryta 17 czerwca 1998 roku w galaktyce A004506-6349. W momencie odkrycia miała maksymalną jasność 19,30m.